# Gare d'Arth-Goldau
La gare d'Arth-Goldau (en allemand Bahnhof Arth-Goldau) est une gare de bifurcation, située sur le territoire de la commune d'Arth, près de la localité de Goldau, dans le Canton de Schwytz en Suisse.
C'est une gare des  Chemins de fer fédéraux suisses (CFF) desservie par des trains régionaux.

## Situation ferroviaire
Établie à 509,9 mètres d'altitude, la gare de bifurcation d'Arth-Goldau est située, au point kilométrique (PK) 8,87 de la ligne du Gothard entre les gares d'Immensee et de Steinen, à la bifurcation des branches vers Lucerne–Bâle et de Zoug–Zurich. C'est également l'origine des lignes du Südostbahn (SOB) et au PK 0,00 de l'Arth–Rigi Bahn (ARB), avant la gare de Goldau-A4 (s'intercale la gare fermée de Goldau-Eichmatt).

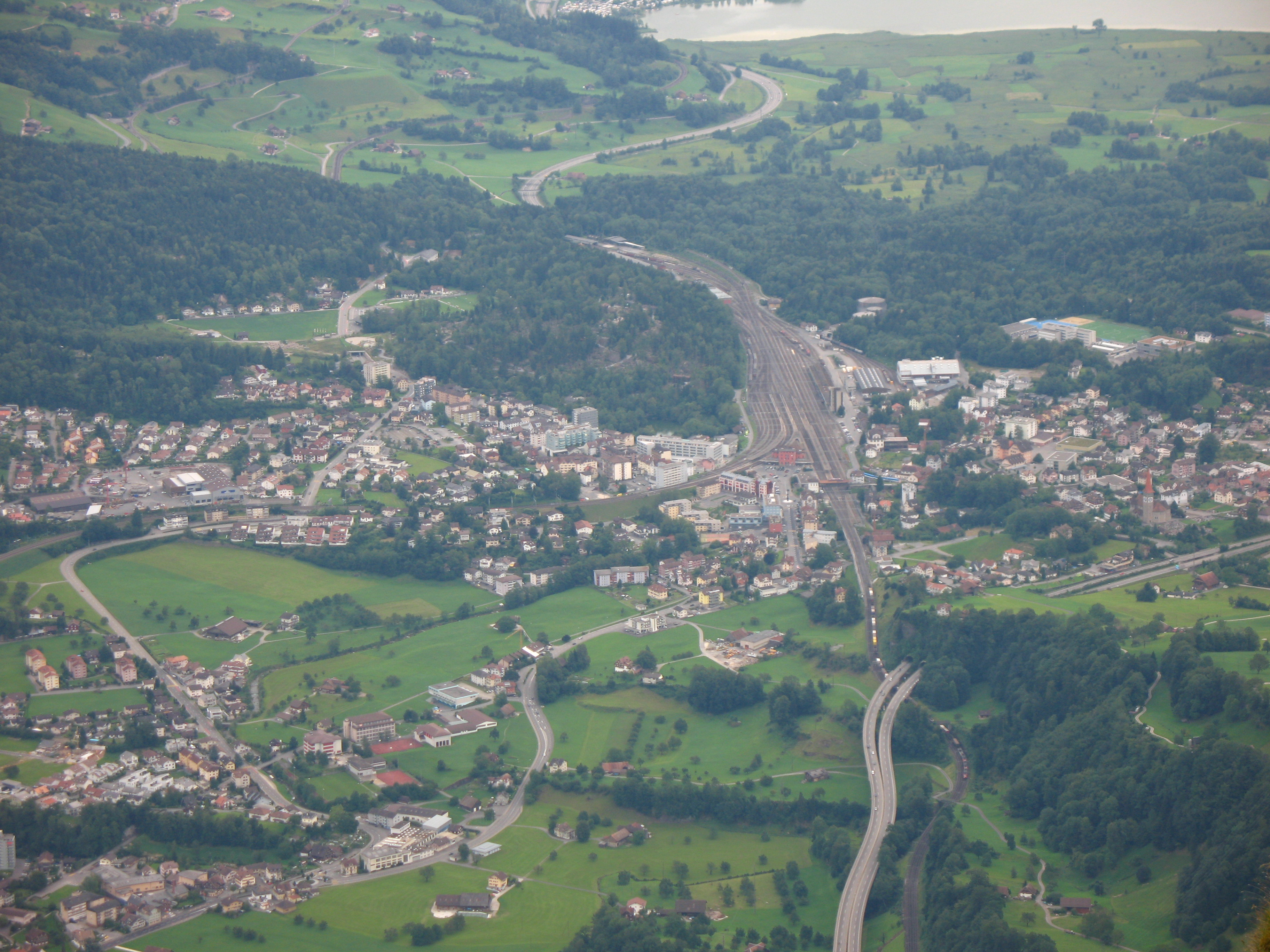
Vue aérienne d'Arth-Goldau depuis le sommet du Rigi.
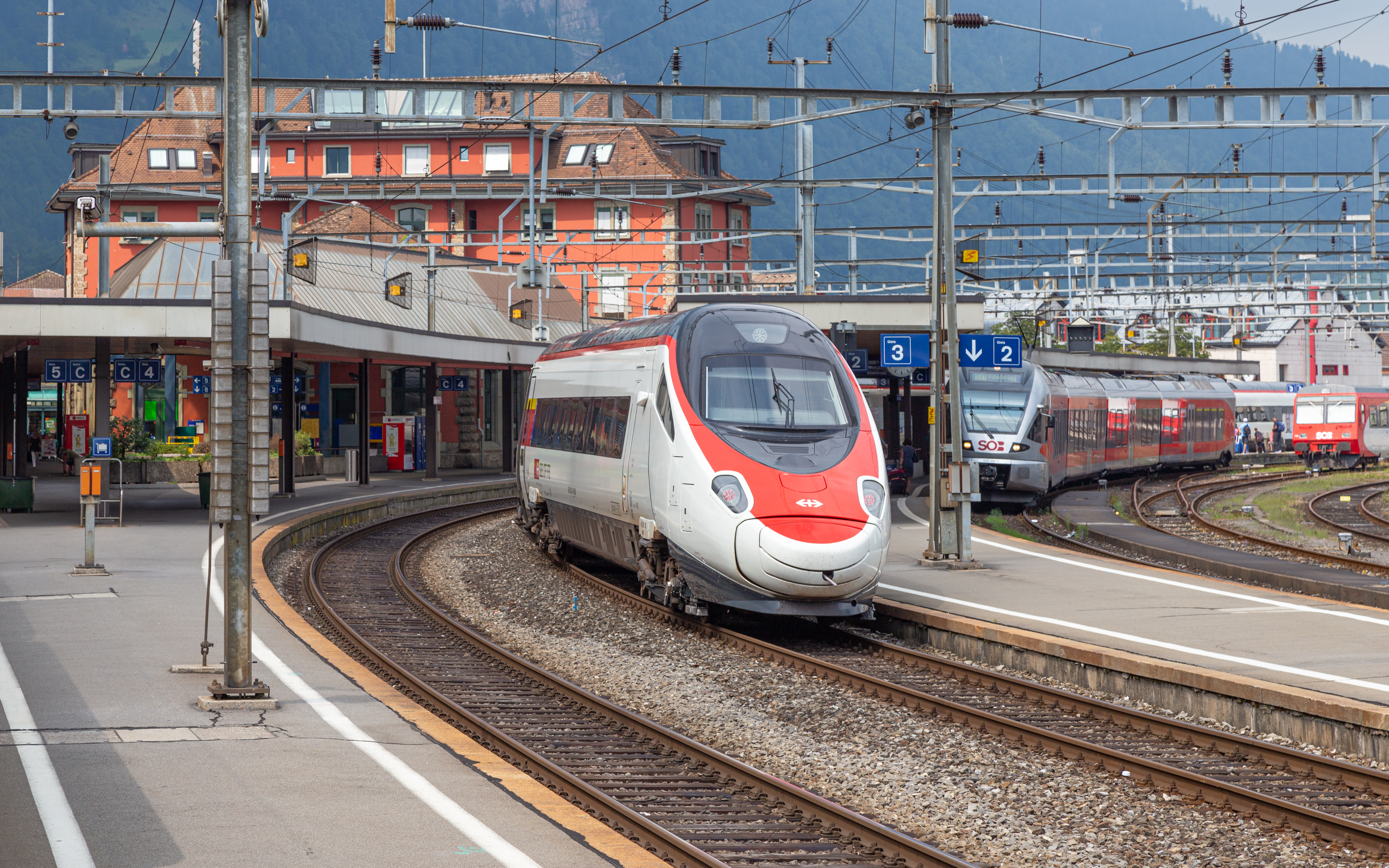
ETR 610 des CFF en gare.
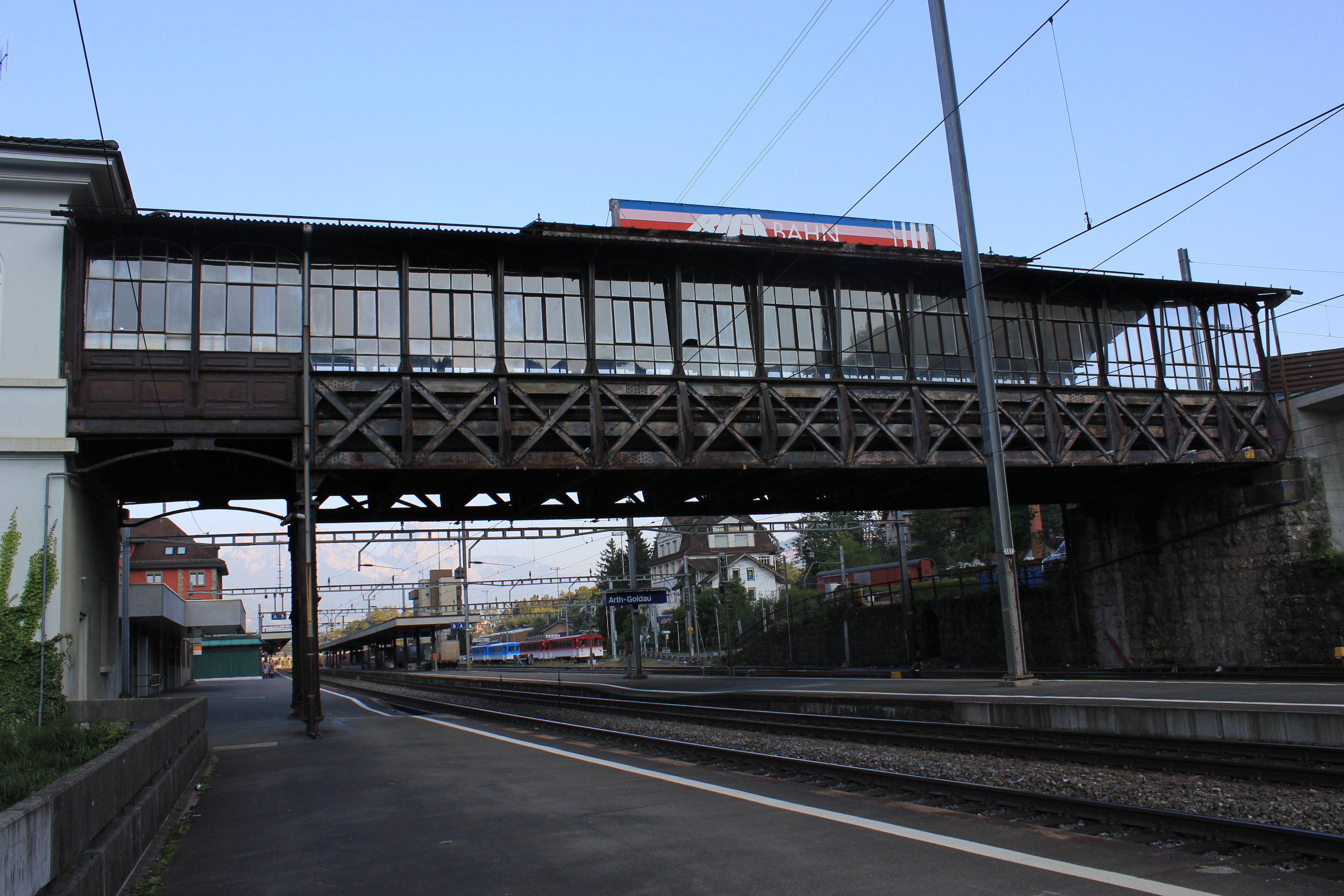
Gare des Rigi-Bahnen surplombant les voies CFF en direction de Lucerne.

## Histoire
Elle est mise en service le 1er juin 1882.

## Service des voyageurs

### Desserte
| Origine                                        | Arrêt précédent   | Train | Train | Train | Arrêt suivant         | Destination                          |
| ---------------------------------------------- | ----------------- | ----- | ----- | ----- | --------------------- | ------------------------------------ |
| Gare centrale de Zurich                        | Zoug              |       | EC    |       | Bellinzone            | Milan-Centrale ou Venise-Santa-Lucia |
| Gare centrale de Francfort-sur-le-Main ou Bâle | Rotkreuz          |       | EC    |       | Bellinzone            | Milan-Centrale ou Venise-Santa-Lucia |
| Gare centrale de Zurich                        | Zoug              |       | IC    |       | Altdorf ou Bellinzone | Lugano                               |
| Bâle                                           | Lucerne           |       | IC    |       | Bellinzone            | Lugano                               |
| Gare centrale de Zurich                        | Zoug              |       | IR    |       | Schwytz               | Erstfeld                             |
| Bâle                                           | Lucerne           |       | IR    |       | Schwytz               | Erstfeld                             |
| Lucerne                                        | Küssnacht am Rigi |       | IR    |       | Biberbrugg            | Saint-Gall                           |

| Origine         | Arrêt précédent | Train             | Arrêt suivant | Destination |
| --------------- | --------------- | ----------------- | ------------- | ----------- |
| Baar Lindenpark | Walchwil        | CFF S-Bahn S 2    | Steinen SZ    | Erstfeld    |
| Lucerne         | Immensee        | CFF S-Bahn S 3    | Steinen SZ    | Brunnen     |
|                 | Terminus        | SOB S-Bahn S 31   | Steinerberg   | Biberbrugg  |
| Rotkreuz        | Immensee        | SOB S-Bahn S 32   | Terminus      |             |
| Rigi Kulm       | Arth A4         | Rigi-Bahnen Regio | Terminus      |             |

| Bus                                 | Arrêt suivant      | Destination       |
| ----------------------------------- | ------------------ | ----------------- |
| Auto AG Schwyz (AAGS) 1             | Goldau, Kehlmattli | Schwytz–Muotathal |
| Zugerland Verkehrsbetriebe (ZVB) 21 | Goldau, Löwenplatz | Walchwil (–Zug)   |
| Zugerland Verkehrsbetriebe (ZVB) 23 | Goldau, Löwenplatz | Sattel-Aegeri     |